# Iosîpivka, Petrove
Iosîpivka (în ucraineană Йосипівка) este o comună în raionul Petrove, regiunea Kirovohrad, Ucraina, formată numai din satul de reședință.

## Demografie
Componența lingvistică a comunei Iosîpivka
     Ucraineană (93,8%)
     Rusă (5,46%)
     Alte limbi (0,75%)
Conform recensământului din 2001, majoritatea populației comunei Iosîpivka era vorbitoare de ucraineană (93,8%), existând în minoritate și vorbitori de rusă (5,46%).